# Cornelis Bellekin
Cornelis Bellekin est né à Amsterdam entre 1615 et 1635 et décédé entre 1696 et 1711. Connu comme peintre, sa renommée fut d'être un sculpteur et graveur sur coquillage en nacre.

## Biographie
Fils de Jean Bellekin, son père était sculpteur et graveur de nacre bien connu à Amsterdam. Cornelis a travaillé dans la ville néerlandaise de Middelbourg au sein d'une guilde, où il a développé les techniques apprises de son père. Il fut ainsi l’inventeur d’une technique de gravure sur nacre unique, en enlevant la première couche extérieure de la coquille, révélant ainsi par derrière sa couche nacrée.

## Œuvre

### Sculpture sur coquillage
Le commerce et l'exploration de la fin du XVIe siècle ont favorisé une fascination pour les matériaux exotiques et rares, en particulier parmi les pays maritimes d'Europe, comme les Pays-Bas du Nord, la Hollande. L'arrivée de coquillages rares et souvent précieux sur les côtes européennes a encouragé la fondation d'une guilde pour des artistes sur coquillage.
Ces sculpteurs de coquillages ont transformé les parois épaisses des coquillages en œuvres d'art en épluchant la surface pour révéler leur couche interne nacrée, qui a été ensuite sculptée en relief, gravée et noircie à l'aide de cire ou d'encre. Au premier rang d'entre eux se trouve la famille Bellekin, dynastie de graveurs fondée par Jean Bellekin, son père, qui s'installe à Amsterdam en 1608. Jan, le frère de Cornelis, continue dans le métier de graveur sur nacre.
Cornelis Bellekin a acquis la plus grande renommée à travers sa production de coquillages finement travaillés. Selon van Seters (op. cit, p. 221), le type de coquillage utilisé par Cornelis pour ses plus belles œuvres et les plus complexes était un Nautilus (mollusque), inégalé pour sa forme élégante, ses enroulements artistiques et son éclat argenté. Si des gravures sur coquillages plus petites, signées par Cornelis, se trouvent encore en nombre, ses Nautiles sont rares.
Cornelis Bellekin était déjà célèbre à son époque et les récits du début du XVIIIe siècle mentionnent sa stature de sculpteur de nacre. Les coquillages de Cornelis Bellekin faisaient partie des célèbres collections de Petronella de la Court (1624-1707), Simon Schijnvoet (1652-1727) et Albertus Seba (1665-1736). Ce dernier est connu pour avoir possédé au moins deux nautiles et 12 coquillages plus petits gravés par Bellekin. Ils sont représentés grandeur nature dans le catalogue de la collection de Naturalia de Seba, publié en quatre volumes entre 1734 et 1765.
D'autres exemples signés de ses œuvres se trouvent actuellement au musée du Louvre, au musée de l'Ermitage de Saint-Pétersbourg et dans les collections du Waddesdon Manor en Angleterre de la famille Rothschild. Un coquillage signé par son frère Jan Bellekin se trouve également à la Yale University Art Gallery à New Haven.

### Peinture
Connu pour ses sculptures en nacre, Cornelis Bellekin a également réalisé des peintures à l'huile. Ses thèmes étaient la paysannerie et les scènes de village, référence à son tableau Kirchweihfest.

## Galerie

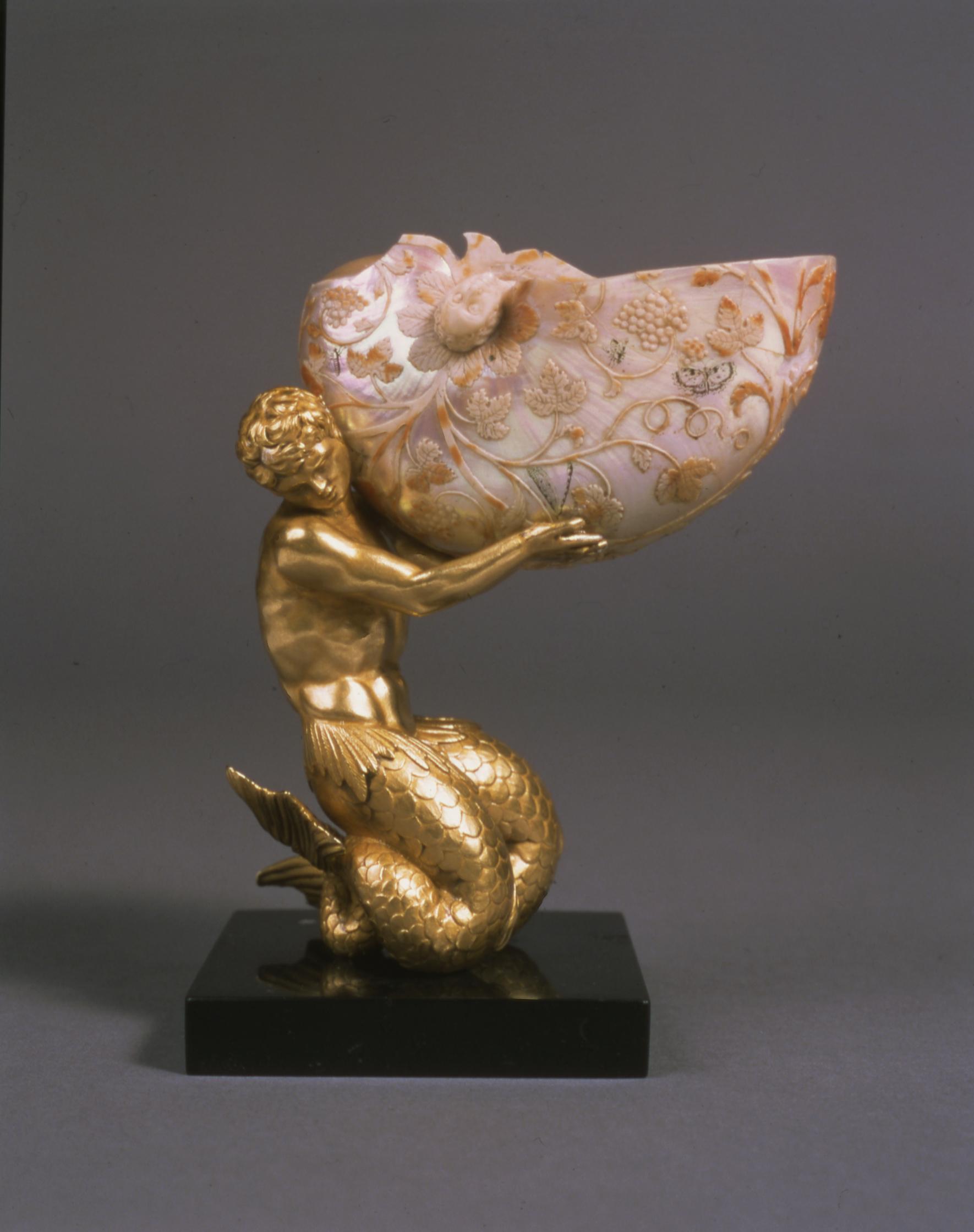
Triton portant une coupe de Nautile.
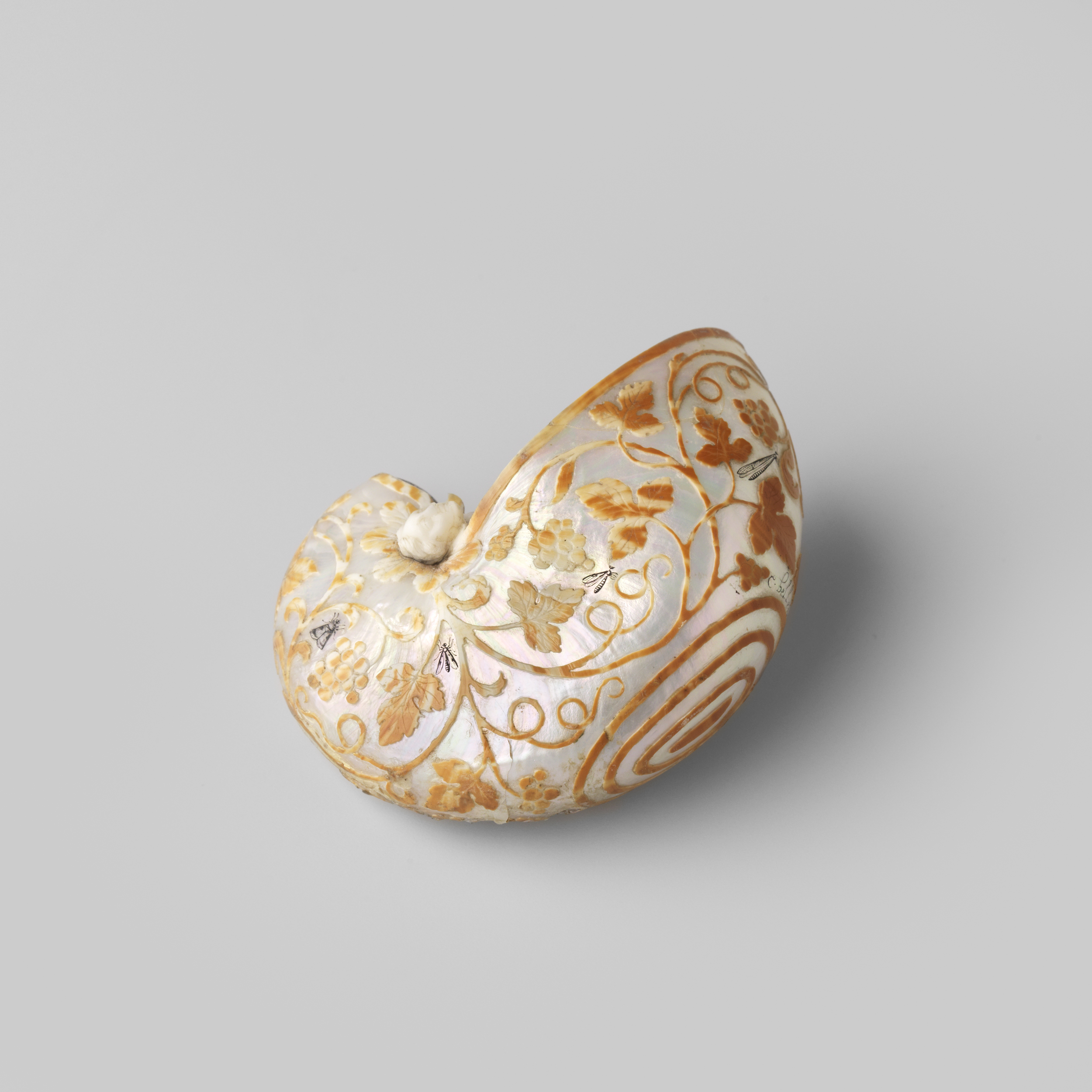
Coquille de Nautile gravée de feuilles de vigne.
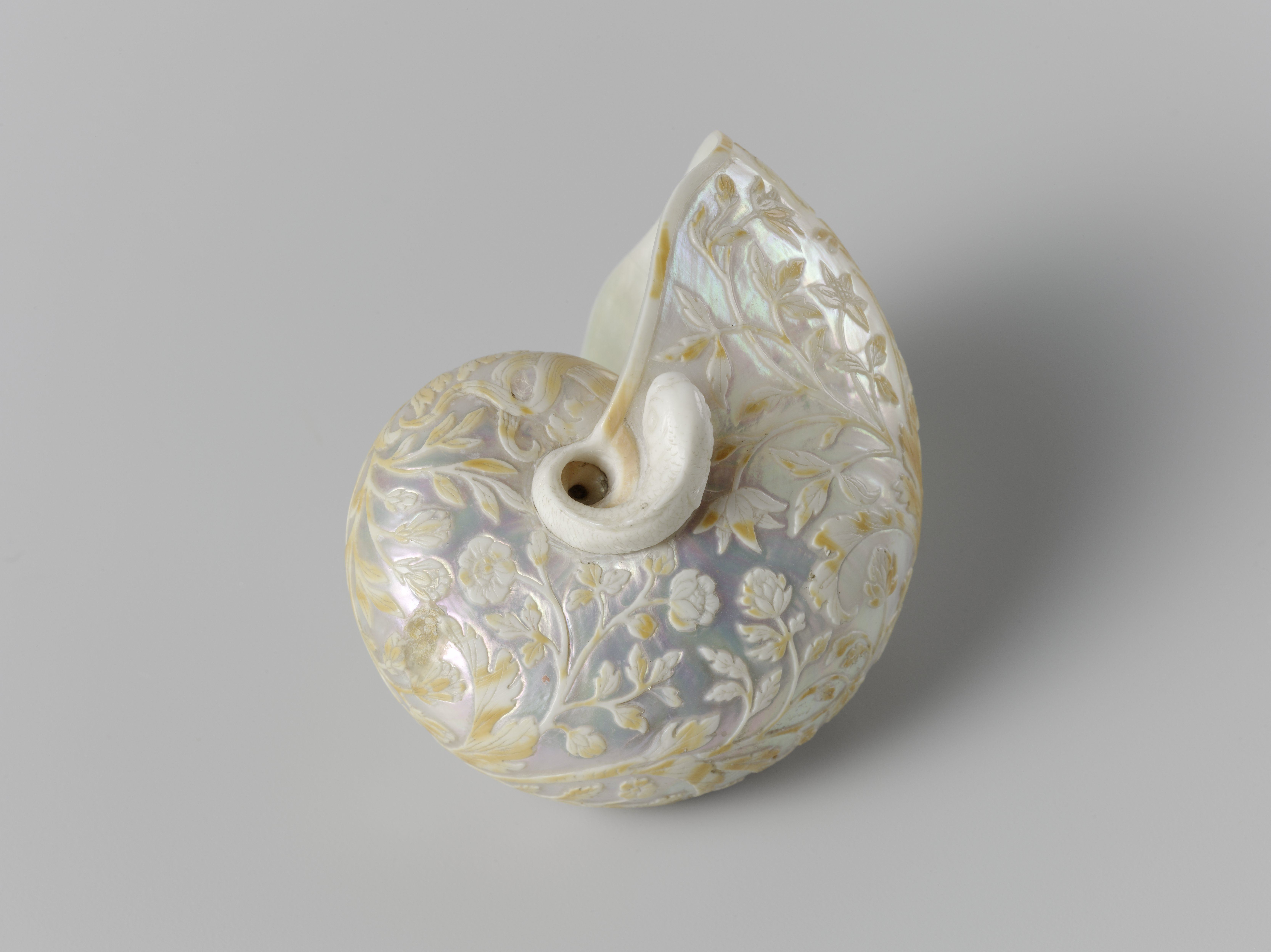
Coquille de Nautile sculptée de décorations florales.
Boîte avec deux coquilles d'huîtres perlières.
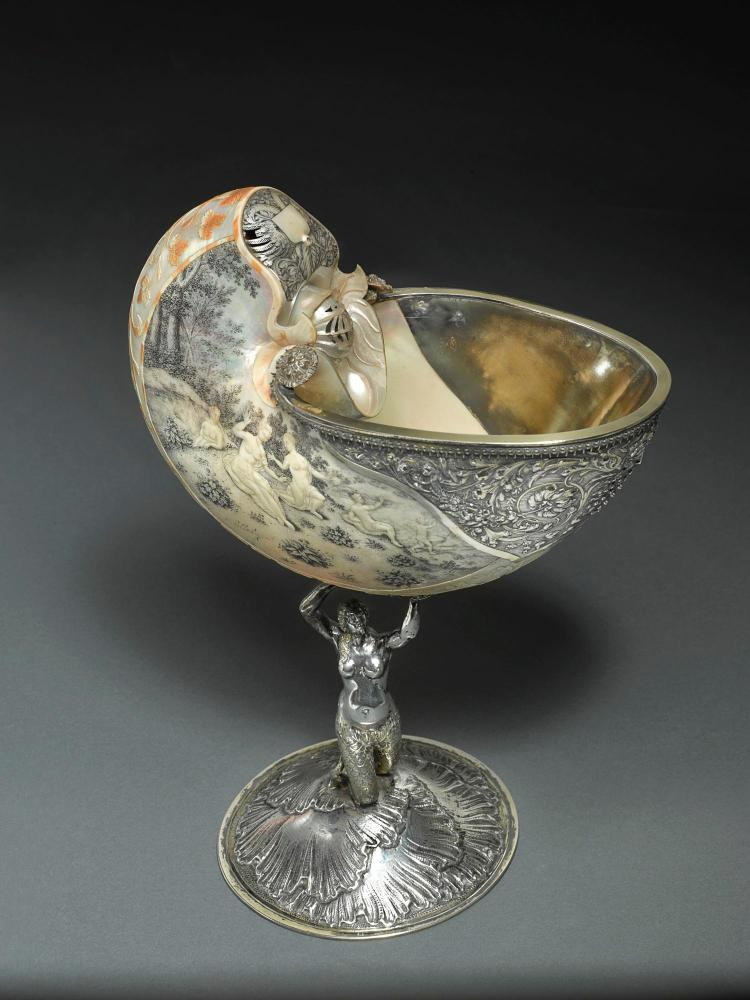
Coupe en coquille de Nautile signée Cornelis Bellekin[5].
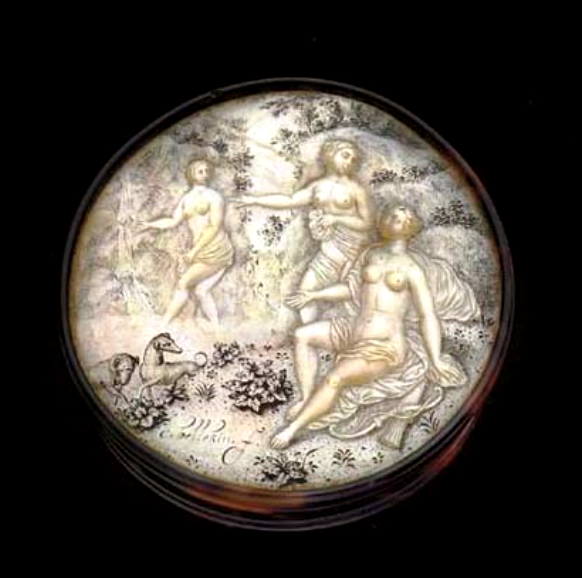
Tabatière hollandaise en écaille et nacre signée Cornelis Bellekin